# 칠레비시온 노티시아스
《칠레비시온 노티시아스》(스페인어: Chilevisión noticias)는 칠레의 뉴스 프로그램이다.

## 같이 보기
- 칠레비시온